# كموبازار
كموبازار (بالفارسية: کموبازار) هي قرية تقع في منطقة بولان في إيران. يقدر عدد سكانها بـ 322 نسمة بحسب إحصاء 2016.